# Xanthorhoe cyane
Xanthorhoe cyane là một loài bướm đêm trong họ Geometridae.